# Curetis kiritana
Curetis kiritana är en fjärilsart som beskrevs av William Doherty 1891. Curetis kiritana ingår i släktet Curetis och familjen juvelvingar. Inga underarter finns listade i Catalogue of Life.